# Biblistika
Biblistika je souhrnný název pro různé obory, které se zabývají zkoumáním a výkladem bible. Vedle teologů se na něm podílejí také archeologové, historici, jazykovědci, sociologové, literární vědci, filosofové a další. Vznikla jako součást křesťanské teologie, ale jak rostl podíl jiných vědeckých disciplín, postupně si získala větší nezávislost a často i kritický odstup. Od reformace se pěstovala odděleně v katolické a v protestantských církvích, zhruba od poloviny 20. století je stále více ekumenická a významně se podílí na sbližování křesťanských církví.

## Rozdělení biblistiky
Křesťanskou bibli tvoří dvě velké části, Starý a Nový zákon, které se liší původním jazykem, kulturním prostředím i dobou vzniku. Proto se i biblistika často dělí na starozákonní a novozákonní. V obou oblastech však vznikají podobné otázky a řeší se podobnými metodami. Biblické texty vznikaly po dobu téměř tisíce let a od jejich spojení do celku uplynula skoro dvě tisíciletí. Byly sepsány ve starých jazycích a od starověku se také překládaly a komentovaly. Až do novověku se šířily ručním opisováním, při němž docházelo k různým chybám.

### Spolehlivý text
Prvním úkolem biblistiky tedy bylo shromáždit zachované rukopisy, porovnat je a pokusit se rekonstruovat jejich původní znění. Na tom se podílela hlavně papyrologie a kodikologie, které zkoumají stáří, původ a závislosti různých rukopisů mezi sebou. Protože se jich zachovalo několik tisíc (zejména pro Nový zákon), je to veliký objem práce. Podle drobných odchylek v textu se tyto dokumenty řadí do tzv. textových rodin. Na to navazuje textová kritika, která různé verze hodnotí a snaží se rekonstruovat co nejpůvodnější znění. Důležitou roli v tom hrají i staré překlady a citáty u starokřesťanských spisovatelů. Výsledkem této činnosti jsou moderní kritická vydání, která předkládají nejpravděpodobnější text a uvádějí i významnější odchylky čili různočtení.

### Porozumění textům
Dalším krokem je snaha o co nejpřesnější porozumění textům v jejich starověkém kontextu a souvislostech. K tomu slouží jednak studium starých biblických jazyků – hlavně hebrejštiny a řečtiny – jednak studium podmínek a prostředí, kde tyto texty vznikaly. Na tom se podílí biblická archeologie, geografie a historie, včetně dějin umění a literatury. Biblické texty často vznikaly v lidovém prostředí a zpočátku se předávaly jen ústním podáním. Proto se zde uplatňují i metody a poznatky etnologie.

### Výklad
Na tuto práci navazují pokusy o výklad biblických textů, kde se uplatňují poznatky a postupy obecné hermeneutiky, ale zejména teologie. Jak v židovství, tak také v křesťanství se od počátku vytvářely a vytvářejí různé výkladové tradice, zejména podle toho, jak různí vykladači chápali význam bible pro svoji dobu a prostředí. Svědectví dávných vykladačů je významné už proto, že byli době a prostředí vzniku biblických textů blíž a zčásti ještě užívali původních biblických jazyků.

## Význam
Biblistika vznikla z potřeb křesťanské teologie a v jejím rámci se také převážně pěstuje. Vzhledem k mimořádnému významu bible pro celou evropskou kulturu a vzdělanost je však biblistika významná i pro dějiny evropského myšlení, umění, literatury a hudby. Protože překlady bible byly často prvními psanými texty v národních jazycích včetně češtiny, má význam i pro dějiny národních literatur a kultur.